# 1142
Évszázadok: 11. század – 12. század – 13. század
Évtizedek: 1090-es évek – 1100-as évek – 1110-es évek – 1120-as évek – 1130-as évek – 1140-es évek – 1150-es évek – 1160-as évek – 1170-es évek – 1180-as évek – 1190-es évek
Évek: 1137 – 1138 – 1139 – 1140 –  1141 – 1142 – 1143 – 1144 – 1145 – 1146 – 1147

## Események
- III. Konrád német-római császár csehországi hadjárata során visszahelyezi trónjára az elűzött II. Ulászló cseh fejedelmet.
- Sutoku japán császárt Konoe császár követi a japán trónon.
- Oroszlán Henrik Szászország hercege lesz.
- III. Konrád német-római császár és II. János bizánci császár megerősítik a II. Roger szicíliai uralkodó elleni szövetségüket.[1]
- A cikádori ciszterci kolostor alapítása.[2]

## Születések
- I. Vilmos skót király († 1214)
- Muin ad-Din Hasszan, indiai muzulmán szent

## Halálozások
- április 21. – Pierre Abélard francia filozófus (* 1079)